# Mónika Lamperth
Mónika Lamperth (nacida el 5 de septiembre de 1957 en Bácsbokod) es una política húngara y jurista. Fue ministra del Interior de este país entre 2002 y 2006. Posteriormente, trabajó como ministra de Gobierno Local hasta 2007, cuando Ferenc Gyurcsány la nombró ministra de Asuntos Sociales y del Trabajo.